# 内比都联邦区
内比都联邦区是缅甸中部的一個行政区划，轄區主要城市為首都内比都。

## 区划沿革
内比都联邦区原属曼德勒省央米丁县，分属彬马那镇区、达贡镇区和莱韦镇区。2005年11月，缅甸政府宣布迁都内比都。2006年2月，缅甸政府将3个镇区单独设立彬马那县。2008年11月，首都内比都城区析置为内比都镇区。2009年1月，彬马那县更名为内比都县。3月，内比都镇区分为萨布提里镇区、欧塔拉提里镇区、德金那提里镇区、波巴提里镇区和杰雅提里镇区5个镇区。
2011年，根据2008年新宪法，设立内比都联邦区，范围为内比都县。2013年1月，内比都县分为欧塔拉县和德金那县2县。欧塔拉县下辖欧塔拉提里镇区、波巴提里镇区、达贡镇区和杰雅提里镇区4个镇区，德金那县下辖德金那提里镇区、莱韦镇区、彬马那镇区和萨布提里镇区4个镇区。2022年4月30日，欧塔拉县和德金那县重新划分为4县：欧塔拉提里镇区和达贡镇区仍设为欧塔拉县，波巴提里镇区和杰雅提里镇区设为杰雅提里县，莱韦镇区和德金那提里镇区设为莱韦县，彬马那镇区和萨布提里镇区设为彬马那县。

## 行政區劃
2022年4月30日，缅甸调整行政区划后，内比都联邦区下辖内比都市和4个县：
- 内比都市（နေပြည်တော်မြို့；辖区位于萨布提里镇区）
- 彬马那县（ပျဉ်းမနားခရိုင်）
  1. 萨布提里镇区（ဇမ္ဗူသီရိမြို့နယ်）
  2. 彬马那镇区（ပျဉ်းမနားမြို့နယ်）
- 欧塔拉县（ဥတ္တရခရိုင်）
  1. 欧塔拉提里镇区（ဥတ္တရသီရိမြို့နယ်）
  2. 达贡镇区（တပ်ကုန်းမြို့နယ်）
- 莱韦县（လယ်ဝေးခရိုင်）
  1. 莱韦镇区（လယ်ဝေးမြို့နယ်）
  2. 德金那提里镇区（ဒက္ခိဏသီရိမြို့နယ်）
- 杰雅提里县（ဇေယျာသီရိခရိုင်）
  1. 波巴提里镇区（ပုဗ္ဗသီရိမြို့နယ်）
  2. 杰雅提里镇区（ဇေယျာသီရိမြို့နယ်）

## 行政
内比都联邦区由缅甸总统直接管辖，总统任命内比都委员会管理日常事务。该委员会的成员由总统任命。